# گمینا ماشوو (استان پومرانی غربی)
گمینا ماشوو (استان پومرانی غربی) (به لهستانی:  Gmina Maszewo) یک گمینا در لهستان است که در شهرستان گولنگوف واقع شده‌است. گمینا ماشوو ۲۱۰٫۵۱ کیلومتر مربع مساحت و ۸٬۳۱۲ نفر جمعیت دارد.

## خواهرخوانده
شهر مولن (اشلسویگ-هل‌اشتاین) خواهرخواندهٔ گمینا ماشوو (استان پومرانی غربی) هست.